# Diaemus youngi
El vampiro de las aves o vampiro de alas blancas (Diaemus youngi) es una especie de quiróptero, monofilético del género Diaemus. Se encuentra en los bosques y plantaciones, desde México hasta el norte de Argentina incluidas la isla de Trinidad y la isla Margarita.

## Descripción
El pelaje es suave, el del dorso es castaño moreno o canela, en los hombros y los lados de la cabeza es castaño dorado, el del vientre más claro. Las puntas de las alas son blancas. El pulgar es corto. Tiene 22 dientes. La longitud del cuerpo con la cabeza alcanza en promedio 8,5 cm, no presenta cola externa. La longitud del antebrazo es de aproximadamente 5 a 5,6 cm. Pesa entre 30 y 45 g.
Tienen dos grandes glándulas orales que sólo se pueden ver cuando abre la boca y las glándulas se proyectan como dos pequeños cañones, de 2 a 3 mm de diámetro, casi llenando la boca. Cuando se le molesta, el murciélago de pronto hace un sonido explosivo, un silbido ruidoso, como "psst" y puede emitir un chorro fino de líquido, que parece provenir de estas glándulas, seguido de un olor nauseabundo. La utilidad de las glándulas no se conoce aún, pero pruebas realizadas en Trinidad establecieron la presencia en el líquido de varios aminoácidos comunes y un compuesto no identificado que contienen azufre.

## Comportamiento
Nocturno, se refugia durante el día en troncos huecos o en cuevas, en colonias hasta de 30 individuos. Se alimentan principalmente de la sangre de varias especies de aves.  Generalmente se alimentan colgándose en la horquilla de la parte inferior de una rama. Seleccionar su presa, entonces se mueve con cautela a través de una rama hasta estar lo suficientemente cerca para extraer la sangre de las patas del ave; entonces hace una incisión y después lame la herida. Los anticoagulantes en la saliva garantizan que la sangre fluya libremente durante unos 15 minutos. Si la presa se asusta o se mueve, el murciélago, se oculta debajo de la rama hasta que pueda regresar. No es sorprendente entonces que no realicen los saltos de iniciar el vuelo que caracterizan al vampiro común (Desmodus rotundus). Y así mismo, aunque no son tan ágiles en el suelo como el vampiro común, son muy competentes al escalar por las ramas. Los vampiros de alas blancas parecen menos agresivos que los vampiros comunes y sus vocalizaciones están en el rango audible.
Este murciélago puede ser portador y transmisor del virus de la rabia, como se ha demostrado en Trinidad.